# Roger Pingeon
Roger Pingeon (Hauteville-Lompnes, 1940. augusztus 28. – Beaupont, 2017. március 19.) Tour de France-győztes francia kerékpárversenyző.

## Pályafutása
1964 és 1974 között volt profi kerékpárversenyző. Nyolcszor indult a Tour de France-on. 1967-ben megnyerte a versenyt, 1969-ben pedig második lett. Összesen négy szakaszgyőzelmet ért el. A Vueltán 1969-ben végzett az első helyen és két szakaszt nyert meg.

## Sikerei, díjai
- Tour de France
  - győztes: 1967
  - 2.:  1969
  - 5.:  1968
  - 8.:  1966
  - szakaszgyőzelem (4): 1967 (5a, Roubaix – Jambes), 1968 (15,. Font-Romeu-Odeillo-Via – Albi és 18., Saint-Étienne – Grenoble), 1969 (9., Thonon-les-Bains – Chamonix)
- Vuelta a España
  - győztes: 1969
  - szakaszgyőzelem (2): 1969 (12., Sant Feliu de Guíxols – Moià és 14b, Zaragoza)